# قوم‌نام
قوم‌نام نامی است که برای یک گروه قومی به کار می‌رود. قوم‌نام‌ها را می‌توان به دو دسته تقسیم کرد: برون‌نام (نام قومیتی که دیگران از مردم برایش ساخته اند) و درون‌نام یا خودنام( نامی که خودِ اعضای قوم برای نامیدنِ خویش برگزیده‌اند)
به عنوان مثال، بزرگترین گروه قومی در آلمان «ژرمن‌ها» هستند. نام قومیِ ژرمن در فارسی ریشه در  «Germans» دارد که یک نام مستعار از لاتین است که و زبان انگلیسی به کار می‌رود؛ پس یک برون‌نام است. اما ژرمن‌ها خودشان را دُیچ (Deutsche) می‌نامند؛ یعنی درون‌نام‌شان، Deutsche است. مردم آلمان در سراسر اروپا با برون‌نام‌های گوناگونی مانند Allemands (فرانسوی)، tedeschi (ایتالیایی)، tyskar (سوئدی) و Niemcy (لهستانی) شناخته می‌شوند.
قوم‌نام را نباید با اهلیت‌نام اشتباه گرفت.